# چونگیائو ژانگ
چونگیائو ژانگ (به انگلیسی: Zhang Chongyao) زاده ۲۶ نوامبر ۱۹۸۵ است. او کشتی گیر کشور چین است و هم چنین در بازی های المپیک تابستانی ۲۰۱۲ نماینده کشتی چین بوده است.